# Нельсон Дібвойз
Нельсон Керел Дібвойз (англ. Neilson Carel Debevoise; 8 листопада 1903, Джерсі-Сіті — 10 грудня 1992, Гаррісберг) — американський історик-антикознавець і орієнталіст, співробітник військової розвідки та Державного департаменту, член Ради національної безпеки США .

## Життєпис
Закінчив Іллінойський університет в Урбані-Шампейні, в 1929 там же захистив дисертацію «Парфянські проблеми» під керівництвом сходознавця Альберта Олмстеда. З 1930 року працював у Східному інституті університету Чикаго.
Брав участь в американських археологічних дослідженнях у Селевкії-на-Тигрі, що проводилися протягом шести сезонів у 1927—1937 роках під керівництвом Лероя Уотермена та К. Хопкінса.
У 1930-і роки опублікував кілька статей з гліптики та архітектури епохи парфян і Сасанідів, і першу монографію, «Парфянська кераміка з Селевкії-на-Тигрі», в якій описав і дослідив майже 1600 посудин, більшість з яких нині зберігається в Музеї археології. парфянської епохи, не враховуючі іракських музеїв.
Під час роботи в Іраку вивчив близько 30 тис. знайдених там античних монет, створивши з урахуванням цих досліджень хронологію пам'яток парфянської епохи.
У 1938 році опублікував роботу, що принесла йому світову славу — монографію «Політична історія Парфії». Оскільки до нього вивчення парфянської історії залишалося на периферії наукових досліджень, і існувало єдине більш менш повне спеціальне дослідження — робота британського сходознавця Джорджа Роулінсона (1812—1902) «Шоста велика східна монархія, або географія, історія і давнини Парфії» книга Дібвойза стала справжнім проривом.
Одним із перших американський дослідник звернув увагу на відносини Парфії з народами Середньої Азії. В результаті, незважаючи на появу в наступні десятиліття величезної кількості робіт з історії Парфії, праця Дібвойза, незважаючи на низку недоліків, і на початок XXI століття зберігала своє наукове значення.
До 1947 Дібвойз опублікував ще кілька статей та рецензій. У 1940—1941 працював як дослідник-стипендіат в Інституті перспективних досліджень у Принстоні.
З початком Другої світової війни різко змінив своє життя, завершивши наукову кар'єру і вступивши до військової розвідки (Army Intelligence) у званні капітана. Про цей період біографії, через особливості роботи, залишилося мало відомостей. Відомо лише, що у роки війни Дібвойз служив у Єгипті, а згодом отримав звання ветерана ВПС США (Army Air Corps).
Після війни, за президентів Трумена і Джонсона, був співробітником Державного департаменту та членом Ради національної безпеки США.
Нельсон Дівбойз не написав задуманої роботи з історії Сасанідів, віддавши всі сили служінню державним інтересам своєї країни.
Помер у лікарні Гаррісберга у грудні 1992 року, похований разом з дружиною у Кемп-Гілл.
Перський переклад основної праці Дівбойза, виконаний Алі-Аскером Хекматом, був опублікований в 1963 році.

## Родина
Дружина (1928): Марта Естер Кетчум (1905—1995)
Діти:
- Елізабет, у шлюбі Стаз
- Нельсон Томас

## Публікації
- Parthian Pottery from Seleucia on the Tigris. — Ann Arbor, 1934 (University of Michigan Studies. Humanistic Series. Vol. XXXII)
- A Political History of Parthia. — Chicago, 1938 [reprint: New York, 1968]
- Tāriḵ-e siāsi-e Pārt. — Tehran, 1963
- Дибвойз Н. К. Политическая история Парфии / Пер. В. П. Никонорова. — СПб. : Филологический факультет СПбГУ, 2008. — 816 с. — (Историческая библиотека). — ISBN 978-5-8465-0638-1.
- Дибвойз Н. К. Парфянское царство / пер с англ. О. Донцовой. — М. : Ломоносовъ, 2019. — 224 с. — (История. География. Этнография). — 600 екз. — ISBN 978-5-91678-543-2.